# Hajer Football Club Al-Hasa
L'Hajer Football Club Al-Hasa è una società calcistica saudita con sede nella città di Al-Hasa, che milita in Prima Divisione, la seconda divisione del campionato saudita. La squadra gioca le partite casalinghe al Prince Abdullah bin Jalawi Stadium.

## Palmarès

### Competizioni nazionali
- Campionato saudita di seconda divisione: 4

1987-1988, 1997-1998, 2010-2011, 2013-2014